# Książeczka sanepidowska
Książeczka sanepidowska, znana również jako książeczka zdrowia lub książeczka do celów sanitarno-epidemiologicznych – była dokumentem potwierdzającym zdolność do pracy w zawodach wymagających szczególnej higieny, takich jak branża spożywcza, medyczna czy kosmetyczna. Od 2008 roku została zastąpiona przez orzeczenie do celów sanitarno-epidemiologicznych, wydawane przez lekarza medycyny pracy na podstawie odpowiednich badań. 

## Historia i funkcja
Książeczka sanepidowska była obowiązkowa dla osób pracujących w bezpośrednim kontakcie z żywnością, wodą przeznaczoną do spożycia, lekami doustnymi oraz dla tych, którzy mieli styczność z dziećmi do 6. roku życia. Jej celem było zapewnienie, że pracownicy nie są nosicielami chorób zakaźnych, takich jak Salmonella czy Shigella, co mogłoby stanowić zagrożenie dla zdrowia publicznego. 

## Zmiany prawne w 2008 roku
W 2008 roku, na mocy ustawy o zapobieganiu oraz zwalczaniu zakażeń i chorób zakaźnych u ludzi, książeczka sanepidowska została formalnie zniesiona jako obowiązkowy dokument. Zastąpiono ją orzeczeniem lekarskim do celów sanitarno-epidemiologicznych, które jest wydawane przez lekarza medycyny pracy po przeprowadzeniu badań laboratoryjnych, w tym badania kału na nosicielstwo bakterii Salmonella i Shigella. 
Warto zaznaczyć, że choć książeczka sanepidowska nie jest już formalnie wymagana, termin ten nadal funkcjonuje potocznie w społeczeństwie jako synonim aktualnego orzeczenia sanitarno-epidemiologicznego. 